# Angajare de clovn
Angajare de clovn este o piesă de teatru de Matei Vișniec. A fost scrisă în 1986, înainte de plecarea dramaturgului din România.

## Prezentare
Nicollo, Filippo si Peppino sunt trei clovni în vârstă care se regăsesc în fața unui anunț de angajare. Ei sunt gata să dea totul pentru ultimul truc peste care poate cădea cea din urmă cortină. Însă trupul le joacă feste, dar mintea vibrează, amintirea gloriei trecute transformă lumea întreagă într-o feerie, într-un decor suprarealist. În 1991 a primit Premiul UNITER pentru cea mai bună piesă românească a anului 1990.

## Personaje
- Nicollo
- Filippo
- Peppino
- Artiști de circ
- Amfitrioni muzicali
- Figurație

## Reprezentații
Prima reprezentație românească a avut loc în 1991 la Teatrul Național „Vasile Alecsandri” din Iași, cu actorii Adrian Tuca, Petre Ciubotaru și Florin Mircea.
- Angajare de clovn, Teatrul Maria Filotti, Brăila, regia Radu Nichifor [5]
- Angajare de clown, Teatrul de Nord, Satu Mare, regia Ana Ciobanu
- Bufonii, adaptare după piesa Angajare de clovn, regia Serghei Chiriac[6]
- Angajare de clovn, Teatrul Național București, regia Ion Caramitru (data premierei: 8 ianuarie 2017)

## Teatru radiofonic
- Regia artistică Gavriil Pinte, cu actorii Mircea Albulescu, Constantin Codrescu, Constantin Drăgănescu și Dan Aștilean.[7]